# Сінсенґумі
Шінсенґумі (яп. 新選組 / 新撰組, しんせんぐみ, Новобранці) — японський поліцейський підрозділ середини 19 століття, кінця періоду Едо. Сформований сьоґунатом Токуґава 1863 року для придушення опозиції та антиурядових виступів в японській столиці Кіото. Брав участь в громадянській війні 1869 року на боці сьоґунатівських сил проти військ нового уряду Імператора Мейдзі. Припинив існування наприкінці цієї війни.
Сінсенґумі ідеалізується в сучасній японській літературі та повоєнній популярній культурі як зразок організації, у якій вищими ідеалами є абсолютна дисципліна та вірність начальству.

## Передісторія
Після прибуття до Японії в 1853 році «чорних кораблів» американського коммодора Метью Перрі сьоґунський уряд був вимушений укласти з США та європейськими державами нерівноправні торгові угоди, перервавши таким чином політику добровільної самоізоляції, яка проводилася впродовж більше двох століть. Це викликало украй негативну реакцію населення, популярність сьоґунського уряду різко впала. Виник рух за вигнання європейців з японської землі та реставрацію правління імператорської династії, члени якої при сьоґунаті володіли лише формальною державною владою. Гаслом прибічників імператора було «Сонно дзьої».
Групи ронінів, які розділяли ідеї «Сонно Дзьой», влаштовували безлади та здійснювали вбивства прибічників сьоґуната в Кіото, імператорській столиці.

## Росіґумі

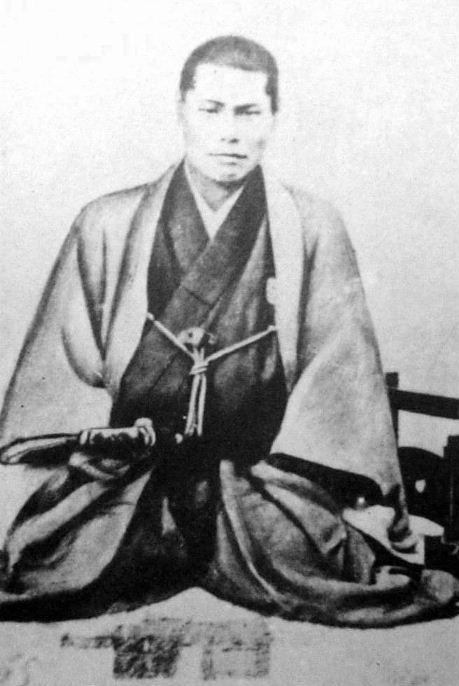
Кондо Ісамі

У 1863 році сьоґунський уряд сформував загін ронінів для забезпечення безпеки сьоґуна Токуґави Іемоті, який зібрався приїхати з Едо в Кіото для зустрічі з імператором Комеєм. Загін отримав назву Росіґумі (яп. 浪士組).
Командувач цього загіну — Кійокава Хатіро, він же набирав нових учасників. Проте Кійокава був таємним противником сьоґунського режиму та набирав в загін людей з схожими політичноми уявленнями. До того ж Кійокава планував проігнорувати доручення по захисту сьоґуна та, після прибуття в Кіото, приєднатися до радикальних прибічників «Сонно Дзьой». З цими планами Кійокава в лютому 1863 року вийшов з Едо на чолі загону, який складався більш ніж з 200 чоловік, котрий служив авангардом сьоґунській процесії, що прямувала в Кіото.
Незабаром після прибуття на місце призначення Кійокава розкрив свої плани переходу загону на сторону Імператора. Проте тринадцять членів Росіґумі визнали подібні дії зрадою та вирішили продовжувати дану ним місію, залишившись в Кіото. Вони отримали назву Мібу Росіґумі (яп. 壬生浪, роніни з Мібу) — по назві села Мібу в передмісті Кіото, де був розквартирований загін. Інші члени Росіґумі, вірні сьоґуну, повернулися в Едо, де сформували загін спеціальної поліції під назвою Сінтьоґумі (яп. 新徴組). Їх командиром став Окіта Рінтаро, родич Окіти Содзі, одного з офіцерів Росіґумі. Колишній командир Росіґумі Кійокава був вбитий в квітні 1863 року людьми сьоґуната.

### Інцидент Бункю
30 вересня 1863 року (18 серпня по місячному календарю) з імператорського палацу було вигнано сім сановників провінції Тьосю, які підтримували ідеї «Сонно Дзьой» і планували повернути владу імператорові, покінчивши з сьоґунським урядом. Дізнавшись про це, озброєні сили Тьосю поспішили до палацу та спробували проникнути всередину, проте зустріли відсіч, організовану силами військових з провінцій Айдзу та Сацума. Один з входів в палац захищали Мібу Росіґумі, які отримали наказ з'явитися на місце події. Після того, як армія Тьосю відступила та повернулася в свою провінцію разом з вигнаними сановниками, Мібу Росіґумі отримали нову назву Сінсенґумі.

## Сінсенґумі
Матсудайра Катаморі визначив трьох командирів Сінсенґумі: Кондо Ісамі, Серідзаву Камо та Ніімі Нісікі. Ніімі, проте, був командиром лише номінально та не мав реальної влади, тяжіючи до Серідзави.
Спочатку усередині Сінсенґумі виділилися три фракції, між якими не було єдності: на чолі однієї з них стояв Кондо, іншою командував Серідзава, а третьою — Тоноуті Йосіо.
Тоноуті був вбитий незабаром після заснування загону в процесі боротьби за владу, та його фракція перестала існувати. Основне протиборство розгорнулося між фракціями Кондо та Серідзави.
У внутрішній боротьбі перемогу отримала група Кондо Ісамі. У жовтні 1863 року права рука Серідзави Ніімі Нісікі був визнаний винним у здирстві грошей для використання в особистих цілях, після чого його змусили зробити сеппуку. Незадоволеність викликали і дії Серідзави: знаходячись на посту командира, він влаштував бешкет в одному з чайних будинків Сімабари та бійку з сумоїстами в Осаці, в результаті якої загинуло декілька чоловік. Крім того, Серідзава повністю зруйнував магазин кіотського торговця тканинами, використавши для цього єдину гармату, яка знаходилась у розпорядженні Сінсенґумі. Подібна поведінка командира принесла загону погану славу, і Сінсенґумі отримали прізвисько Мибуро (яп. 壬生狼) — «Вовки з Мібу». Через тиждень після смерті Ніімі Серідзава та його прибічник Хіраяма Ґоро були вбиті членами фракції Кондо Ісамі.
Ще через три місяці Ноґуті Кендзі отримав наказ зробити сеппуку. Таким чином, Кондо Ісамі та його заступники Яманамі Кейсуке та Хідзіката Тосідзо отримали повну владу над загоном.

### Інцидент біля Імператорських воріт
У липні 1864 року війська Тьосю, вигнані з Кіото рік тому, знову вирушили до міста. 19 липня армія Тьосю підійшла до імператорського палацу та почала штурм воріт Хамаґурі. Повстання закінчилося невдачею: війська Тьосю були відкинуті військовими загонами Айдзу та Сацуми. Проте відступаюча армія Тьосю влаштувала пожежу, яка знищила велику кількість житлових будинків в місті.
У придушенні повстання брали участь і підрозділи Сінсенґумі. Після повстання Кіммон популярність Сінсенґумі зросла, і збільшилося число бажаючих вступити в ряди загону.

### Інцидент у Абура-но-Кодзі

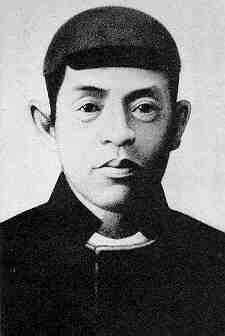
Сайто Хадзіме. Фото 1877 року.

У 1864 році до Сінсенґумі приєдналася група на чолі з Іто Касітаро, який відразу був призначений військовим радником та отримав високий ранг в ієрархії Сінсенґумі, оскільки вважався знавцем військової справи. Проте погляди Іто та командування Сінсенґумі на політичні перспективи країни кардинально розходилися: і Іто, і Кондо вважали найкращими для країни продовження політики ізоляціонізму, але Іто підтримував погляди прибічників імператора, а Кондо був на стороні сьоґунату.
У 1867 році група Іто Касітаро покинула Сінсенґумі. 13 грудня 1867 року Іто отримав від Кондо Ісамі прохання про зустріч та, повертаючись з неї вночі, був вбитий біля храму Абура-но-Кодзі. Група Іто, яка з'явилася на місце подій вранці, аби забрати тіло свого командира, була атакована членами Сінсенґумі. Було убито декілька чоловік з групи Іто, у тому числі Тодо Хейсуке, колишній командир 8-го підрозділу Сінсенґумі, який покинув загін разом з Іто Касітаро.
Інцидент в Абура-но-Кодзі став останнім внутрішньогруповим конфліктом в історії Сінсенґумі.

### Кінець Сінсенґумі
Сінсенґумі залишалися вірними сьоґуну, і, коли влада перейшла до прибічників імператора, вони були вимушені покинути Кіото. Кондо Ісамі був схоплений та страчений. Смерть Хідзікати Тосідзо 11 травня 1869 року фактично поклала кінець не лише Сінсенґумі, але і громадянській війні.
З командирів Сінсенґумі вижили лише Наґакура Сінпаті та Сайто Хадзіме.

## Статут Сінсенґумі
Достеменно не відомо, хто автор статуту Сінсенґумі, але є велика  імовірність, що це був Хідзіката Тосідзо.
У статуті містилося п'ять статей, які забороняли:
1. Відхилятися від шляху воїна (бусідо)
2. Покидати Сінсенґумі
3. Приватно заробляти гроші
4. Брати участь в судових позовах
5. Брати участь в сторонніх поєдинках

Покаранням за порушення будь-якого правила було сеппуку. Додатково до цього, статут містив такі вимоги:
1. Якщо командир підрозділу був смертельно поранений в бою, всі члени підрозділу повинні битися та померти на тому ж самому місці.
2. Навіть у битві, з великими втратами, не дозволено забирати тіла загиблих, за винятком тіла командира підрозділу.

## Ієрархія Сінсенґумі
- Командир (яп. 局长): Кондо Ісамі
- Заступник командира (яп. 副长): Хідзіката Тосідзо
- Генеральний секретар (яп. 総长): Яманамі Кейсуке
- Військовий радник (яп. 参谋): Іто Касітаро

Командири підрозділів (яп. 组长):
1. Окіта Содзі
2. Наґакура Сінпаті
3. Сайто Хадзіме
4. Мацубара Цудзі
5. Такеда Канрюсай
6. Іноуе Ґендзабуро
7. Тані Сандзюро
8. Тодо Хейсуке
9. Судзукі Мікісабуро
10. Харада Саносуке

## В культурі
Історія загону Сінсенґумі показана у фільмі "Останній меч самурая", який отримав нагороду Японської кіноакадемії, як кращий фільм 2004 року.